# Мсрян, Владимир Иванович
Владимир Иванович Мсрян (арм. Վլադիմիր Մսրյան; 12 марта 1938, Орджоникидзе — 24 августа 2010, Ереван) — советский и армянский актёр театра и кино, народный артист Армянской ССР (1987).

## Биография
Владимир Мсрян родился в Орджоникидзе (ныне Владикавказ) в актёрской семье. В 1958—1962 годах учился в Ереванском художественно-театральном институте (мастерская Армена Гулакяна).
По окончании института в 1963—1964 годах работал в Театре юного зрителя, в 1964—1966 — в Ереванском русском драматическом театре имени Станиславского. С 1966 — в Ереванском драматическом театре.
Среди его лучших театральных ролей Кларенс и Гамлет (Шекспир, «Ричард III» и «Гамлет»), Алексей (по роману Достоевского «Игрок»), Герострат (Г. Горин, «Забыть Герострата!»), Митридат Понтийский (П. Зейтунцян, «Зов богов»), Войницкий (А. Чехов, «Дядя Ваня») и другие. Герострата он сыграл также и в кино.
С начала 1970-х годов снялся в более чем двадцати кинофильмах. Наибольшую славу Владимиру Мсряну принесла главная роль в фильме Леонида Менакера «Никколо Паганини» (1982), снятом по мотивам книги Анатолия Виноградова.
Осенью 2010 года Владимир Мсрян планировал начать сниматься в главной роли в совместном армянско-российско-французском художественном фильме «Антон Чехов», проекте, который он готовил с режиссёром Арменом Роновым в течение полутора лет.
Владимир Мсрян страдал раком крови. 24 августа 2010 года на 73-м году жизни он скончался. Похоронен в Ереванском городском пантеоне.

## Семья
Отец — Иван Герасимович Мсрян — режиссёр, заслуженный артист Арм. ССР.
Мать — Араксия Егоровна Мсрян — актриса, заслуженная артистка Арм. ССР.
Сестра — Жасмина Ивановна Мсрян (1932—2008) — актриса Ереванского ТЮЗа, заслуженная артистка Арм. ССР.
Дочь — Мария Владимировна Мсрян (р. 1965) — актриса Ереванского русского театра драмы им. Станиславского, заслуженная артистка Армении.

## Фильмография
- 1972 — Возвращение — Айк
- 1974 — Односельчане — Вазген
- 1975 — Рыжий самолёт
- 1977 — Председатель ревкома (по мотивам одноимённой повести Стефана Зорьяна) — Сурен Асланян
- 1978 — Крепость — Эдуард Дорель
- 1982 — Никколо Паганини — Никколо Паганини
- 1984 — Всадник, которого ждут — штабс-капитан Шахвердян
- 1984 — Груз без маркировки — "Ромеро"
- 1985 — Яблоневый сад — Ванес
- 1986 — Путь к себе (3 серии) — Армен Генрихович
- 1987 — На дне — Актер
- 1987 — Поражение (4 серии) — Гатенян
- 1988 — Смерч (Таджикфильм)
- 1988 — Тайна золотого брегета — Сурен
- 1990 — Ветер забвения
- 1991 — Глас вопиющий («Голос в пустыне»)
- 1991 — Мёртвые без погребения, или Охота на крыс (Одесская студия)
- 1992 — Белые одежды (Беларусьфильм) — генерал Николай Ассикритов
- 1993 — Дикая любовь
- 1993 — Старые боги
- 1996 — Империя пиратов (Ялтинская студия) — боцман Филипп
- 1999 — Иди с миром (короткометражный) — монах
- 2000 — Пьерлекин («Легче воздуха»)
- 2001 — Симфония молчания («Симфония тишины») — маэстро
- 2001 — Сумасшедший ангел («Безумный ангел»)
- 2001 — Курортный роман (телесериал) — Паркинсон
- 2002 — Герострат